# Jozo Mršić
Jozo Mršić (Imotski, 10. ožujka 1943.) je hrvatski književnik. Piše pjesme i prevodi književna djela.

## Životopis
Studirao je pravo i filozofiju u Zagrebu, Parizu i Tübingenu. Emigrirao je iz Hrvatske 1971. godine. U emigraciji je ostao sve do osamostaljenja Hrvatske. Članom je Društva hrvatskih književnika od 1990. godine.
Djelovao je u emigraciji. Stoga se je našao u antologiji 45 hrvatskih emigrantskih pisaca priređivača Šimuna Šite Ćorića. Pjesme su mu također u antologiji Imotska nova lirika: (pjesništvo XX. stoljeća) prireditelja Ivice Šušića i Mladena Vukovića, antologiji ljubavne poezije Uvijek kad pomislim na tebe: pjesme prireditelja i urednika Mladena Pavkovića u izboru Josipa Palade, zbirci pjesama Vedri Vidra: pjesme za 500. obljetnicu rođenja Marina Držića Vidre (1508. – 1567.) prireditelja Mladena Vukovića te u antologiju domoljubnog pjesništva Mila si nam ti jedina. 
S njemačkog je na hrvatski preveo neke pjesme Masche Kaléko, djela Stefana Zweiga, Edith Stein, Radeka Knappa (Tigar od papira), Francesca Petrarcu (Uspinjanje na Ventoux), Heinricha Bölla.
S hrvatskog je na njemački preveo Andriju Vučemila (Das Buch voll von Hoffnung: in diesen Worten wirst du dich erkennen ), Stjepana Šešelja, usmene lirske pjesme iz Imotske krajine Knjigu piše Ivan Ban.
S francuskog je na hrvatski preveo Marguerite Duras (pjesma I to je sve). Preveo je i pjesme Rudyarda Kiplinga.
Sa staroitalskoga (etrurskoga) jezika prepjevao je Giovannija Pica della Mirandolu (Soneti).
Djela koja je preveo izašle su u Hrvatskom slovu, Književnoj Rijeci, Maruliću i drugdje. 
Pjesme koje je pisao izašle su u Zrcalu, Hrvatskom slovu, Maruliću i dr.

## Djela
- Uspravne jadikovke (1968.)
- Hrvatski bard (1976.)
- Zapis o smislu (1989.)
- Podanik Babilonije [Untertan Babyloniens] (1994.)
- Hereze mukotrplja (1995.)
- Skarabej na Olimpu (2006.)
- Sonetne soli (2006.)
- Pomamno razigravanje usudnih događaja na jednom na dvoje dijeljenom stalaksijalnom kolodvoru (2007.)
- Plovidba kamenim morem (2008.)